# هيلين لونجينو
هيلين إليزابيث لونجينو (بالإنجليزية: Helen Longino) (13 يوليو 1944) هي فيلسوفة أمريكية علمية جادلت في أهمية القيم والتفاعلات الاجتماعية في البحث العلمي. كتبت عن دور المرأة في العلوم، وهي شخصية محورية في نظرية المعرفة النسوية ونظرية المعرفة الاجتماعية. هي أستاذة الفيلسوف كلارنس إرفنج لويس في الفلسفة في جامعة ستانفورد. وفي عام 2016 تم انتخابها كرئيسة للأكاديمية الأمريكية للفنون والعلوم.

## التعليم
حصلت لونجينو على درجة البكالوريوس في الأدب الإنجليزي من كلية بارنارد في عام 1966، وحصلت على درجة الماجستير في الفلسفة من جامعة ساسكس في إنجلترا عام 1967. وحصلت على درجة الدكتوراه من جامعة جونز هوبكنز في بالتيمور ولاية ماريلاند في 1973، تحت إشراف بيتر آكينستين. تعامل بحثها مع الاستدلال والاكتشاف العلمي.

## الحياة العملية
درَّست لونجينو في العديد من الجامعات منها: جامعة كاليفورنيا، وسان دييغو (1973-1975)، وكلية ميلز (1975-1990)، جامعة رايس (1990-1995)، وجامعة مينيسوتا (1995-2005)، قبل أن تلتحق بقسم الفلسفة في جامعة ستانفورد. كانت ناشطة في حركة تحرير المرأة وفي إنشاء الدراسات النسائية في العديد من المؤسسات. أصبحت أستاذة كلارنس إرفنج لويس في الفلسفة عام 2008، وشغلت منصب رئيس قسم الفلسفة من عام 2008 إلى عام 2011.
عملت كرئيسة لجمعية فلسفة العلوم (2013-2014)، وهي النائب الأول لرئيس قسم المنطق والمنهجية وفلسفة العلوم والتكنولوجيا في الاتحاد الدولي للتاريخ وفلسفة العلوم (2016 -2019).

## الأبحاث
في عملها، تناقش لونجينو الأبعاد الاجتماعية للمعرفة العلمية وعلاقات القيم الاجتماعية والمعرفية. وهي تدرس نظرية المعرفة النسوية والاجتماعية وتداعياتها على التعددية العلمية. بدلاً من الإيحاء إلى أن هناك طريقة أنثوية متميزة في المعرفة، تؤكد لونجينو على فكرة «عمل نظرية المعرفة كنسوية»، وهو منهج يحمل معه وعيًا بالطرق العديدة التي يمكن أن يميز بها السؤال.
في كتابها الأول، العلم والمعرفة الاجتماعية (1990)، جادلت لونجينو في علاقة القيم الاجتماعية، أو القيم التي هي جزء من السياق البشري للعلوم، إلى تبرير المعرفة العلمية كهدف. في تجربتها التجريبية، تجادل بأن الملاحظات والبيانات من النوع الذي يتخذه العلماء ليست في حد ذاتها دليلًا على أو ضد أي فرضيات معينة. بدلا من ذلك، فإن أهمية أي بيانات معينة لأي فرضية معينة يتم تحديدها من خلال المعتقدات البشرية والافتراضات حول أنواع البيانات التي يمكن أن تدعم أنواع الفرضيات. علاوة على ذلك، حتى عندما يتم تحديد أهمية الأدلة، لا تزال هناك فجوة منطقية بين الأدلة والتبرير الكامل للنظريات العلمية المثيرة للاهتمام (المشكلة الفلسفية التقليدية لعدم كفاية النظريات). يجب سد هذه الفجوة أيضًا من خلال المعتقدات والافتراضات حول التعليل الشرعي حتى تساعدنا الأدلة في تحديد الفرضيات التي يجب قبولها على أنها صحيحة.
ولحسن الحظ، فإن استخدام وجهات نظر متنوعة لانتقاد الفرضيات يمكن أن يحول بعض هذه الفرضيات إلى معرفة علمية. حيث تصبح الفرضيات معرفة عندما يتم إخضاعها للتدقيق من قبل وجهات نظر متنوعة، وخاصة من قبل الذين لديهم معتقدات وقيم متنوعة. على النقيض مع أولئك الفلاسفة الذين قد يشيرون إلى الثغرتين البديهيتين أعلاه ليجادلوا بأن العلم ليس موضوعياً، إلا أن لونجينو تجادل بأن التمحيص من قبل الذين لديهم قيم متنوعة يمكنهم بدلاً من ذلك أن يدعموا موضوعية العلوم.. وبناءً على ذلك، فإن قيمنا التي لا يبدو أن لها أي علاقة مباشرة بالعلوم حاسمة لموضوعية أجزاء من المعرفة العلمية، ويمكن أن يكون العلم موضوعيًا تحديدًا لأنه ليس خاليًا من القيمة. من وجهة النظر هذه، فإن المعارضة مهمة في اختبار مدى كفاية أسباب قبولنا للنظرية. إن عملية فتح الحوار النقدي داخل المجتمع يمكن أن يمكّن المجتمع من التغلب على التحيز، لتحقيق الموضوعية، يجب أن يسمح العلم والتفاعل مع «النقد التحويلي». 
يستكشف كتاب لونجينو «مصير المعرفة» (2002) محاولات التوفيق بين قصص معرفة الفلاسفة علماء الاجتماع في العلوم.
وفي الآونة الأخيرة، في كتابها دراسة سلوك الإنسان (Studying Human Behavior): كيف يدرس العلماء العدوان والحياة الجنسية (2013)، تدرس لونجينو خمسة مناهج علمية للعدوان البشري والجنس من حيث أطرهم المعرفية، وأنواع المعرفة التي ينتجونها، وأهدافهم البراغماتية. وتجادل بأن النهج المختلفة تبدأ من الأسباب المختلفة وتعتمد عليها، كل منها ينتج معرفة جزئية حول هذا الموضوع. على هذا النحو، لا يمكن اختزالها إلى منظور واحد. من وجهة نظرها في نظرية المعرفة الاجتماعية، تجادل لونجينو بأن البحث العلمي سيكون أكثر فائدة كدليل لصانعي السياسة العامة إذا تم الاعتراف بتعددية الطرق المختلفة للمعرفة. زيادة الوعي بمختلف وجهات النظر التي يمكن دراستها يمكن أن تفيد السياسة من خلال اتخاذ قرارات أكثر دقة، وتشجع أيضًا على الحذر في تبني مواقف السياسة بشكل سريع جدًا استنادًا إلى منظور محدود. .
على الرغم من أن عملها حول طبيعة المعرفة العلمية هو نسوي على نطاق واسع، بمعنى أنه يدافع عن قيمة المساهمات من قبل أشخاص متنوعين (وبالتالي قيمة مساهمات النساء) في العلوم، إلا أن بعض أعمال لونجينو الأخرى كانت أكثر نسوية وتهتم بالمرأة. على سبيل المثال، قدمت وحللت السرد البديل للحسابات التي تركز على الذكور والإناث من التطور البشري، مع التركيز على تأثير الافتراضات التي تركز على النوع الاجتماعي في تكوين النظرية.
وبالإضافة إلى دراسة المعرفة، تضمنت كتاباتها تحليلاً لطبيعة المواد الإباحية والظروف التي تشكل فيها إشكالية أخلاقية.

## الجوائز والتكريميات
- في عام 2002، حصل كتاب لونجينو (The Fate of Knowledge 2001) على جائزة روبرت كيه ميرتون المهنية لأفضل كتاب من قسم العلوم والمعرفة والتكنولوجيا في الجمعية الأمريكية لعلم الاجتماع.[33]

- في عام 2014، حصل كتاب لونغينو لدراسة سلوك الإنسان (Studying Human Behavior) (2013) على جائزة أفضل كتاب في جائزة الفلسفة النسوية لعام 2014 من قبل تجمع النساء في جمعية فلسفة العلوم.[8]

- في عام 2016، تم انتخاب هيلين لونجينو رئيسة للأكاديمية الأمريكية للفنون والعلوم.[34][35]

تم انتخابها كزميلة للجمعية الأمريكية لتقدم العلوم في عام 2018.